# La vuelta al mundo bajo el mar
La vuelta al mundo bajo el mar (título original en inglés Around the World Under the Sea) es una película de cine de ciencia ficción de 1966 dirigida por Andrew Marton y protagonizada por Lloyd Bridges, junto a Marshall Thompson, Shirley Eaton, Gary Merrill y David McCallum. Sigue las aventuras de la tripulación de un submarino de investigación civil de propulsión nuclear de inmersión profunda, Hydronaut, que realiza una circunnavegación sumergida del mundo para colocar sensores de monitoreo en el fondo del océano que ayudarán a los científicos a predecir mejor los terremotos inminentes. Aunque los cineastas no acreditan a Julio Verne, su influencia se puede ver a lo largo de la película.

## Argumento
Después de la destrucción de gran parte de la costa de Turquía, una tripulación de expertos de todo el mundo liderada por los Estados Unidos pilota un submarino de cinco personas, viajando por los océanos del mundo, plantando sensores en el fondo del océano para advertir a los científicos de cualquier terremoto inminente. La misión se hizo necesaria ya que los maremotos han estado causando destrucción en todo el mundo.
En el camino, la tripulación debe lidiar con volcanes submarinos en erupción y anguilas gigantes. Además, la tripulación a menudo no se lleva bien, especialmente cuando un miembro de la tripulación quiere usar el submarino para llegar a un naufragio que contiene una caja fuerte que contiene diamantes y perlas.

## Reparto
- Lloyd Bridges como Dr. Doug Standish.
- Brian Kelly como Dr. Craig Mosby.
- Shirley Eaton como Dra. Margaret E. 'Maggie' Hanford.
- David McCallum como Dr. Felipe Volker.
- Keenan Wynn como Hank Stahl.
- Marshall Thompson como Dr. Orin Hillyard.
- Gary Merrill como Dr. August 'Gus' Boren.
- Ron Hayes como Brinkman.
- George Shibata como Prof. Uji Hamaru.
- Donald Linton como Vicepresidente de los Estados Unidos.
- Frank Logan como Capitán de la Diligence.
- Don Wells Hombre del Sonar de la Diligence.
- Jack Ewalt como Jack Smith, Superintendente de la Plataforma Minera.
- George De Vries como Teniente de la Guardia Costera.
- Tony Gulliver como Oficial.
- Joey Carter como Técnico.
- Celeste Yarnall como Secretaria.
- Paul Gray como Piloto.

## Adaptación al cómic
- Dell Movie Classic: La vuelta al mundo bajo el mar (diciembre de 1966).[1][2]

## Recepción
Moria le dio a la película 2 estrellas y media, elogió el trabajo de la cámara submarina pero encontró que faltaba la historia. The Encyclopedia of Science Fiction encontró la película trillada, pero que las secuencias submarinas filmadas por Ricou Browning eran buenas, Aveleyman.com encontró que la película tenía sus momentos, pero que en general era aburrida.